# しもんchu
しもんchu（しもん-ちゅ）は、かつて茨城県下妻市で活動していた日本のご当地女性アイドルグループ（ローカルアイドル）である。

## 概要
下妻市商工会青年部による「砂沼フレンドリーフェスティバル」のアイドルオーディション企画としてメンバーを募集。同イベントにてデビュー。コンドー楽器 下妻店を本拠地とし、月に1度の定期公演を行っていた。2013年12月までは、イオンシネマとのコラボ企画により、イオンモール下妻内のイオンシネマ下妻でのステージを不定期に行っていた。
ホリプロ主催のご当地アイドルNo.1決定戦U.M.U AWARD の「オールジャパンセレクション」に日本全国のエントリーの中から2011年、2012年と2年連続で選出されているが、惜しくも決勝大会へは勝ち進めなかった。
茨城新聞で毎週月曜日に『しもんchu通信』というコラムを連載していた（メンバー週替わり）。茨城県警より「いばらき安全安心アンバサダー」の委嘱をうけ、 警察や防犯協会などが行う地域安全活動のPRや、防犯メールの登録推進等を行っていた。

## メンバー

### 解散時の最終在籍メンバー
| 名前                       | ニックネーム | 担当カラー | 生年月日       | 血液型 | 備考                    |
| 池田 美咲（いけだ みさき） | みさきんぐ   | オレンジ   | 1990年12月27日 | A型    | 1.5期メンバー、アニヲタ |
| 内田 麻衣（うちた まい）   | まいまい     | パープル   | 1991年5月11日  | A型    | 3期メンバー             |

### 元メンバー
- 1期メンバー

長塚 一恵、柴 希望、神郡 裕衣 (2012年3月卒業)
桜井 仁美 (2012年8月卒業)
山田 麻里子、大里 唯 (2014年3月卒業)
嶋村 詩織 (2014年12月卒業)
- 2期メンバー

福田 沙織 (2013年8月卒業)
石塚 瑞帆 (2013年12月卒業)

## ディスコグラフィー
- 1st single「恋の砂沼サンビーチ」2011年10月23日発売

1. 恋の砂沼サンビーチ
2. pair pear nothing
3. Water Slider
4. Lake

- 2nd single「キラキラ☆BY THE WAY」2014年10月19日発売

1. キラキラ☆BY THE WAY
2. ナメんな！IBARAKI
3. キラキラ BY THE WAY (KAN TAKAHIKO REMIX)
4. 恋の砂沼サンビーチ (The LASTTRAK REMIX)
5. キラキラ☆BY THE WAY (Instrumental)
6. ナメんな！IBARAKI (Instrumental)

## 略歴
- 2011年8月7日 - メンバー7名が決定。
- 2011年10月23日 - 下妻市「砂沼フレンドリーフェスティバル」でデビュー。同日デビュー曲「恋の砂沼サンビーチ」をステージで初披露した。
- 2012年2月26日 - 初の定期公演『しもんchu劇場「私たちの○○はここからはじまるよ!」』を下妻市コンドー楽器にて開催する。
- 2015年10月18日 - デビュー時と同じイベント「砂沼フレンドリーフェスティバル」のステージをもって解散。
- 2019年10月20日 - 前年に閉鎖された砂沼サンビーチでの最終イベント「砂沼フレンドリーフェスティバル」にて1日限りの復活。

## 出演
いばキラTV - しもんchuのまどろみマヌーサ

2014年4月から2015年3月まで、隔週水曜日21:00にオンエアされていたインターネットテレビ番組。

## イベント出演

### 2011年
- 11月6日 - 常総ふるさとまつり
- 11月13日 - イバラキング出版記念トークショー
- 11月20日 - 水戸ホーリーホックの試合前オープニングアクト
- 11月23日 - 下妻市上町商店街秋祭り
- 12月3日 - ばんどうイルミネーションファンタジー2011

### 2012年
- 1月28日 - カムカムトレイン in ばんどうホコテン
- 2月18日 - ごきげん茨城
- 2月26日 - 定期公演『しもんchu劇場「私たちの○○はここからはじまるよ!」』
- 3月3日 - 牛久駅前どんどん祭り
- 3月10日 - いばらき産直市
- 3月11日 - ご当地グルメ祭りMITO
- 3月25日 - 定期公演『しもんchu劇場第弐回公演「Step by Step（仮）」』
- 4月8日 - 栃木市第18回藤岡さくら祭り
- 4月15日 - 定期公演『しもんchu劇場第参回公演「Light My Fire」』
- 4月29日 - いばキャラ祭り in イオンタウン水戸南
- 5月3日 - イオンモール下妻イベント
- 5月20日 - 定期公演『しもんchu劇場第四回公演「Eagle Fly Free 」』
- 5月26日 - つながる5県ハイウェイドライブフェスタ in 友部SA
- 6月24日 - 定期公演『しもんchu第五回定期公演「Knockin' on heaven's door」』
- 7月7日 - 夏のいばらき大満喫!!茨城グルメも大集合!! 茨城県フェア
- 7月14日 - 砂沼サンビーチ：しもんchuステージ
- 7月21日 - 定期公演『しもんchu夏の特別公演』
- 7月28日 - 谷田部アリーナイベント
- 8月5日 - TSUKUBAのりもの共和国
- 8月5日 - 土浦キララまつり
- 8月18日 - 定期公演『しもんchu夏の特別公演「夏って言えば、アレだっぺよ!」』
- 8月25日 - 砂沼サンビーチ：しもんchuステージ
- 9月1日 - イオンモール下妻：しもんchuステージ
- 9月8日 - イオンモール佐野新都市：しもんchuステージ
- 9月15日 - 常陸の國グルメ祭り
- 9月16日 - 道の駅しもつまイベント
- 9月23日 - しもんchu定期公演 8th公演「ニャンとワンだふる、8っちゃけっぺよ!にゃん・ニャン・娘（nyan）!」
- 9月30日 - 水戸ホーリーホックイベント
- 10月7日 - ビアスパーク下妻イベント
- 10月8日 - つくばラーメンフェスタ
- 10月21日 - 砂沼フレンドリーフェスティバル
- 10月27日 - 赤い羽根共同募金：イオンモール下妻
- 10月28日 - 定期公演 9thスペシャル公演：イオンシネマ下妻
- 11月4日 - 復興いばらき県民まつり2012
- 11月11日 - 老人ホームしらとり イベント出演
- 11月17日 - ホロルのたまご～しろさと町民まつり～「イベント出演」
- 11月18日 - 定期公演 しもんchu定期公演 in イオンシネマ
- 11月23日 - 下妻市 上町商店街 秋祭り
- 12月9日 - 茨城マルシェ～いばらきのかわいいアイドル、大集合！！～
- 12月20日 - イオンモール下妻飲酒運転撲滅キャンペーン
- 12月21日 - イオンモール下妻防犯キャンペーン
- 12月23日 - 定期公演 しもんchu定期公演 in イオンシネマ & トークショー
- 12月28日 - スマホラジオ「WALLOP」赤プルのプルプルいかせて!

### 2013年
- 1月13日 - 定期公演 しもんchu劇場定期公演
- 1月27日 - 石下中央商店会新春フェア
- 2月10日 - 定期公演 しもんchu劇場 定期公演
- 2月11日 - ご当地グルメサミット in 笠間
- 2月24日 - つくば ParkDiner 『SEKAISEIFUKU』
- 3月2日 - 牛久どんどん祭り
- 3月9日 - いばらき絆プロジェクト 物産展2013
- 3月10日 - 定期公演 しもんchu劇場定期公演
- 3月24日 - しもんchu イオンシネマ公演
- 3月30日 - イオンモール下妻：じゃんけん大会
- 4月6日 - 第12回 大好きいばらきふれあいまつり
- 4月14日 - しもんchu劇場 定期公演
- 4月20日 - スケートフェスティバル：きぬ総合公園
- 4月27日 - 那珂市 静峰ふるさと公園 八重桜まつり
- 4月28日 - G-1グランプリ下妻大会2013
- 5月3日 - 筑西市 下館駅まえ・駅なかフェスティバル
- 5月5日 - コカ・コーラ オールドナウ・カーフェスティバル
- 5月11日 - 第42回 笠間つつじまつり
- 5月12日 - しもんchu劇場 定期公演
- 5月15日 - NHK水戸放送『ニュースワイド茨城』
- 5月26日 - 小貝川フラワーフェスティバル

### 2019年
- 10月20日 - 砂沼フレンドリーフェスティバル

## スタッフ
- トータルプロデューサー - 内山学
- サウンドプロデューサー - クジライヨシユキ
- 振り付け - 菊田玲子
- フィジカルプロデューサー - 木瀬裕
- フィジカルトレーナ - 鈴木美香
- フォトグラファー - 結束俊之
- ビジュアルディレクター - 浅野耕平
- メイクアップアーティスト - 柴山幸恵
- エグゼクティブディレクター - 山本明宏
- アートディレクター・Webディレクター - クマガイシンゴ